# Montignac-Charente
Montignac-Charente é uma comuna francesa na região administrativa da Nova Aquitânia, no departamento de Charente. Estende-se por uma área de 8,63 km². Em 2010 a comuna tinha 732 habitantes (densidade: 84,8 hab./km²).